# Stamford (hrabstwo Delaware)
Stamford – wieś w Stanach Zjednoczonych, w stanie Nowy Jork, w hrabstwie Delaware.